# کوسسوو
کوسسوو (به لهستانی:  Kossów) یک روستا در لهستان است که در گمینا رادکوو (استان اشوی‌داشکسیه) واقع شده‌است.
 کوسسوو  ۳۶۰ نفر جمعیت دارد.